# Lenggong
Lenggong je naselje u istoimenoj bujnoj dolini, oko 100 km sjeverno od grada Ipoha u pokrajini Perak, Malezija. Smješten je na cesti 76. koja povezuje Kuala Kangsar s Bailingom. Lenggong se nalazi pored slatkovodnog jezera Tasik Raban, te je zbog blizine pitke vode popularan po jelima od slatkovodnih riba.

## Znamenitosti
Mjesto je ipak najpoznatije po četiri arheološka lokaliteta smještena u dvije skupine koji obuhvaćaju skoro dva milijuna godina ljudskog obitovanja, što je jedno od najdužih dokaza pračovjeka na jednom mjestu, a najstariji izvan afričkog kontinenta. Zbog toga su upisani na UNESCO-ov popis mjesta svjetske baštine u Aziji 30. lipnja 2012. godine.
Sastoji se od lokaliteta na otvorenom i špiljskih nalazišta, s paleolitičkom radionicom alata i dokazima rane tehnologije:
- Bukit Kota i Bunuh Tampan (gdje se nalaze arheološki muzej i terenska stanica)
- vapnenčka jama sa špiljom Gua Harimau
- radionica na otvorenom kod Bukit Jawa
- vapnenčki masiv Bukit Kepala Gajah sa špiljama Gunung Runtuh, Gua Teluk Kelawar i Gua Kajang.[2]

Broj pronađenih nalazišta u relativno ograničenom području ukazuje na prisutnost relativno velike, polusjedilačke populacije stanovništva s kulturnim nalazima iz paleolitika, neolitika i metalnog doba.
Ostala važna arheološka nalazišta u blizini su: Kota Tampan, Bukit Jawa kod Kampung Geloka i Kampung Temelong. 100.000 godina stari kameni alati su iskopani kod Kampung Geluka i Kampung Temelonga. Također se čini kako je Gua Harimau bilo mjesto rane proizvodnje bronce u brončanom dobu.
11.000 godina stari ostaci čovjeka, poznati kao "Čovjek iz Peraka" (malajski: Orang Perak), predstavljaju jedan od najpotpunijih prapovijesnih kostura pronađenih u jugoistočnoj Aziji. To je također jedini prapovijesni kostur na svijetu s utvrđenom kongenitalnom deformacijom poznatom kao Brchymesophalangia tipa A2 (lijeva ruka i šaka su mu bile mnogo manje od desne, što se odrazilo na oblik njegove kralježnice). Kostur je pronađen u špilji Gua Gunung Runtuh 1991. godine u fetalnom položaju s obje noge sklopljene na grudima. Grobni prilozi su pored kamenog oruđa uključivali i brojne riječne školjke. Osoba je muškarac u dobi od oko četrdeset do četrdeset i pet godina, te je bio visok oko 154 cm.

## Vanjske poveznice
- Arheološka baština doline Lenggong + fotografije (engl.) Preuzeto 14. srpnja 2012.
- Liz Price, Perak Man and the Lenggong Archaeological Museum  Arhivirana inačica izvorne stranice od 2. siječnja 2013. (Wayback Machine), 24. kolovoza 2004.